# Evangelische Kirche (Waizenbach)

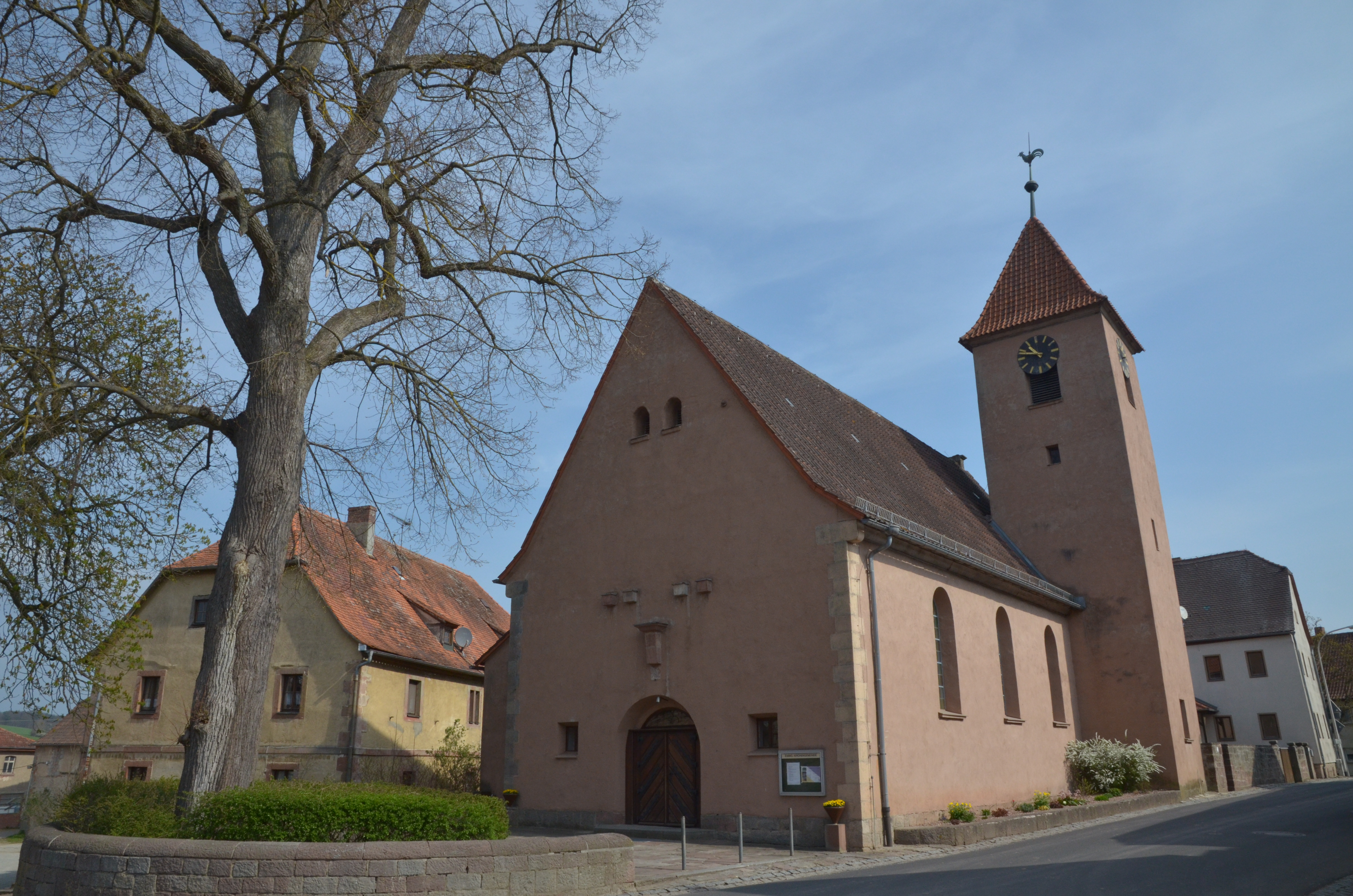
Evangelische Kirche Waizenbach

Die evangelisch-lutherische Kirche von Waizenbach, einem Gemeindeteil des bayerischen Marktes Wartmannsroth im unterfränkischen Landkreis Bad Kissingen ist eine Dorfkirche.
Die Kirchengemeinde ist heute wie Völkersleier ein Teil der Pfarrei Dittlofsroda im Dekanat Lohr am Main.
Die Kirche gehört zu den Baudenkmälern von Wartmannsroth und ist unter der Nummer D-6-72-161-16 in der Bayerischen Denkmalliste registriert.

## Geschichte
Waizenbach gehörte ursprünglich zur Urpfarrei Wolfsmünster und wurde später selbständige Pfarrei. In der Zeit von 1827 bis 1929 war Waizenbach zusätzlich Sitz eines Dekanats.
Vor dem Bau der heutigen evangelischen Kirche existierte in Waizenbach eine Stiftskirche mit einem Kirchturm von 1583 und einem Langhaus von 1733. Diese Kirche wurde von 1795 bis 1797 renoviert. Am 5. April 1945 wurde sie im Rahmen des Zweiten Weltkrieges durch amerikanischer Tiefflieger zerstört.
Die heutige Kirche stammt aus dem Jahr 1948 und wurde am 24. September 1950 eingeweiht.

## Beschreibung
Das Langhaus besitzt drei Fensterachsen. Der nordöstlich orientierte Chor weist einen Dreiachtelschluss auf. Der Kirchturm steht südlich neben dem Langhaus.

## Ausstattung
Die Ausstattung entstand überwiegend im 20. Jahrhundert. Der im Jahr 1583 geschaffene Taufstein wurde aus der zerstörten Kirche übernommen und fand ebenso wie drei Grabplatten der Stifter im Chorraum Platz. Die beiden Glocken im Kirchturm wurden in den Jahren 1599 und 1735 gegossen.

## Orgel

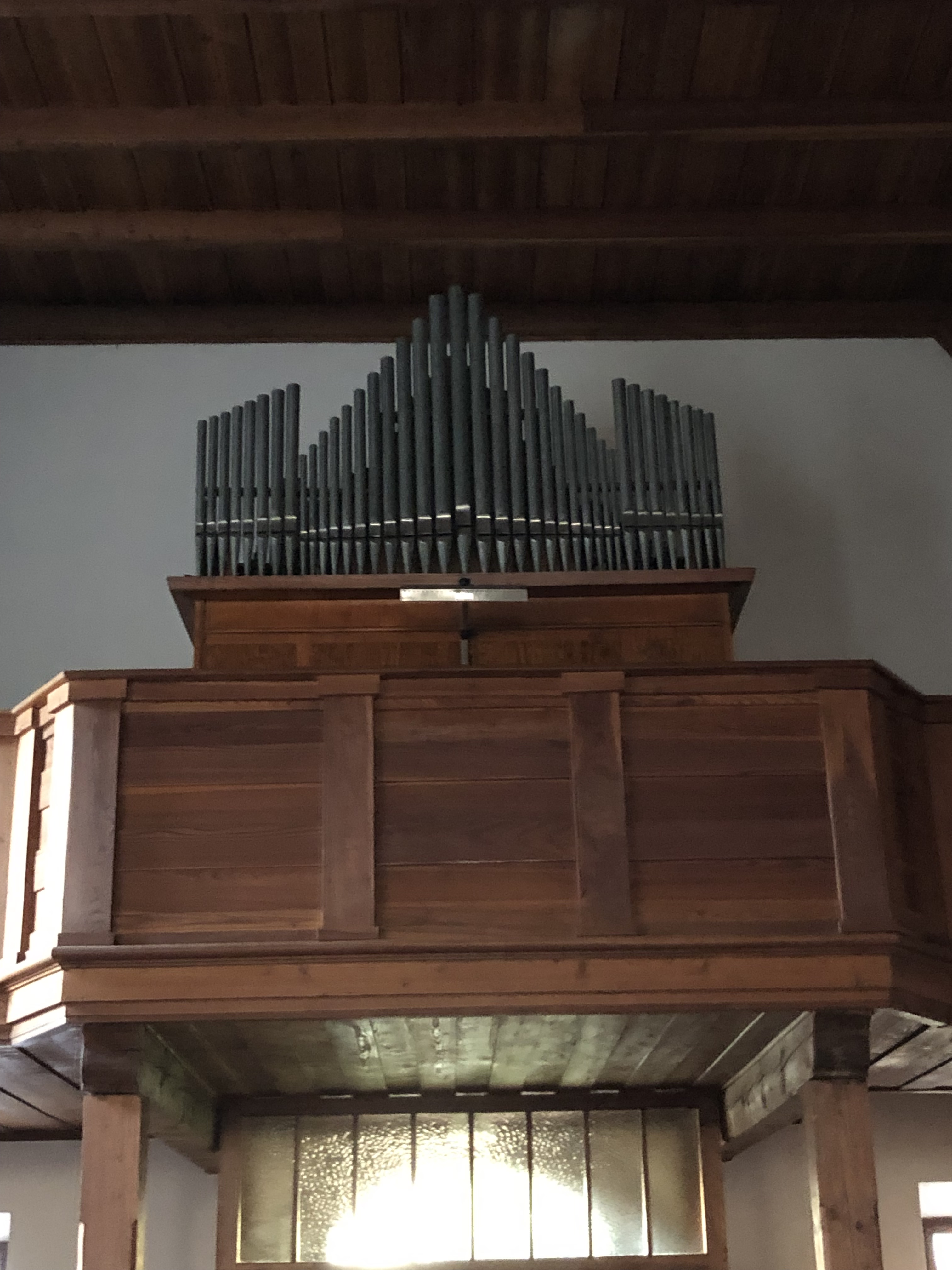
Die Hoffmann-Orgel

Die Orgel mit 10 Registern auf zwei Manualen und Pedal wurde von Otto Hoffmann 1959 neu gebaut. Die Disposition lautet:
| I Manual C–f3 |       |
| Gedackt       | 8′    |
| Prinzipal     | 4′    |
| Hohlflöte     | 2′    |
| Mixtur IV     | 1 ⁄3′ |

| II Manual C–f3 |           |
| Rohrflöte      | 8′        |
| Blockflöte     | 4′        |
| Prinzipal      | 2′        |
| Rauschterzian  | 4⁄5′+2⁄3′ |

| Pedal C–f1 |     |
| Subbaß     | 16′ |
| Choralbaß  | 4′  |

- Koppeln: II/I, I/P, II/P
- Bemerkungen: Schleiflade, mechanische Spiel- und Registertraktur, Spielschrank